# 曹妃甸湿地
39°12′37″N 118°20′15″E / 39.21028°N 118.33750°E
曹妃甸湿地，原名唐海湿地，位于中华人民共和国河北省唐山市曹妃甸区（原唐海县）西南渤海沿岸地区，总面积110.64平方千米，是一个由草甸、水体、野生动植物、人工动植物等多种生态要素构成的湿地生态系统，属省级湿地和鸟类自然保护区。
湿地由潮间带滩涂、滨海微咸及咸水沼泽、鱼塘、虾池和浅水淡水水库等构成，水域内有丰富的水生动植物资源。丰富的食物是湿地成为东北亚内陆和环西太平洋鸟类迁徙的重要驿站。